# Église Saint-Martin de Marchais-en-Brie
L'église Saint-Martin est une église située à Dhuys-et-Morin-en-Brie dans la commune déléguée de Marchais-en-Brie, en France.

## Description
Elle recèle un groupe de sculpture à l'image de Martin de Tours datant du XVIe siècle, une chaire à prêcher en bois polychrome dite chaire de Vincent de Paul du XVIIe siècle. Le sol est en briques rouges.

## Localisation
L'église est située à Dhuys-et-Morin-en-Brie sur un point haut à l'est de la commune déléguée de Marchais-en-Brie.

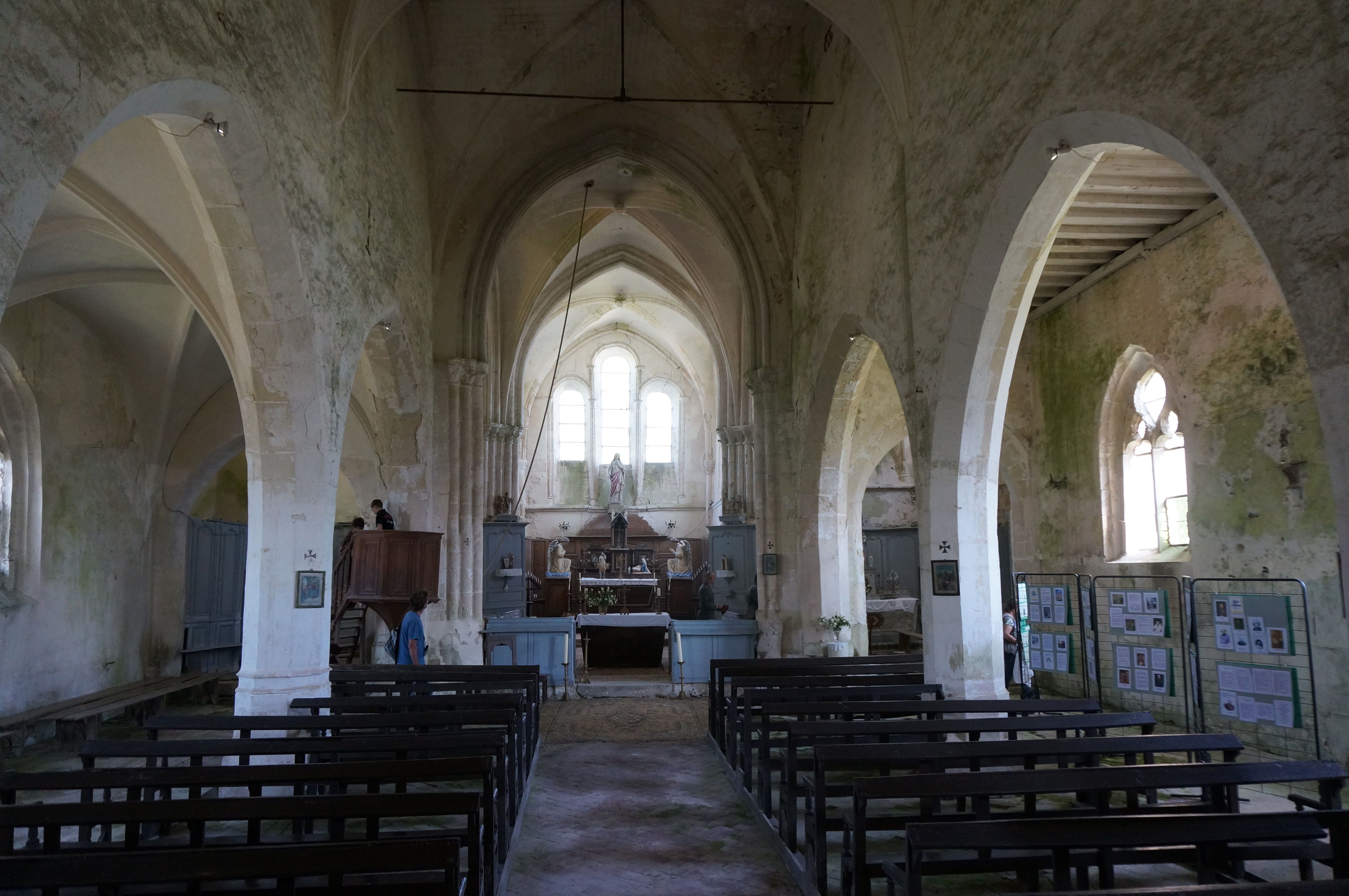
La nef et la chaire vers l'autel principal.
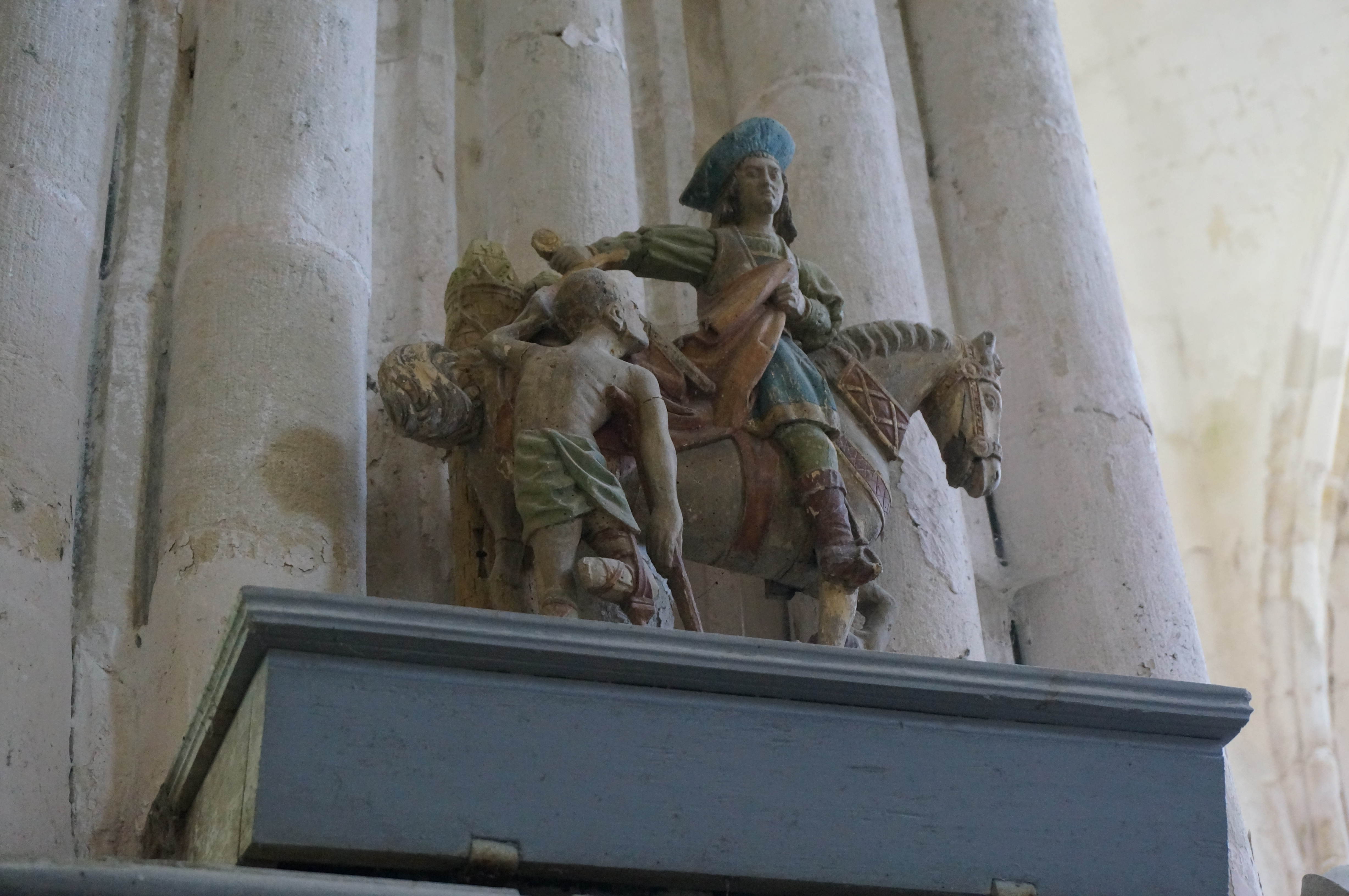
Statue de Martin de Tours.
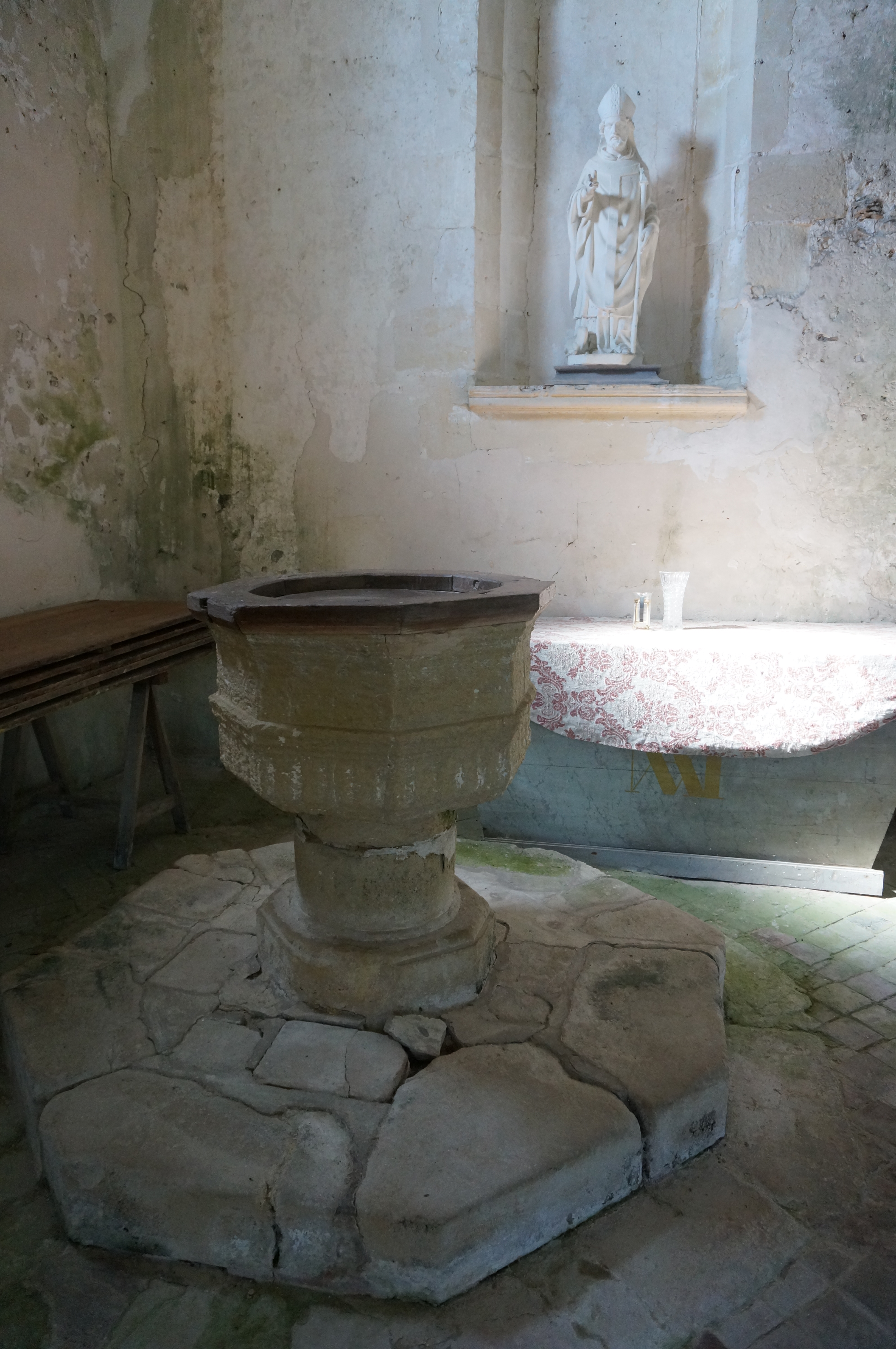
Fonts baptismaux.

## Historique
Construite en deux grandes phases, au XIIIe puis au XVIe siècle, sur une forme de croix latine, elle en garde des caractéristiques romanes, dans son portail ouest, ses baies. Les baies sud ainsi que du bras nord étant de style gothique. Le plafond de la nef est en voûte d'ogive quadripartite.
Le monument est inscrit au titre des monuments historiques en 1928.